# Auenberg (Solingen)
Auenberg ist eine Ortslage in der bergischen Großstadt Solingen.

## Lage und Beschreibung
Der Ort befindet sich südlich von Wiefeldick und westlich von Siebels im Solinger Stadtteil Aufderhöhe. Südlich entspringt der Börkhauser Bach, der bei Hackhausen in den Viehbach mündet. Die zu dem Ort gehörenden Gebäude befinden sich an einer Stichstraße, die von der Uhlandstraße abzweigt und den Namen des Ortes trägt. Benachbarte Orte sind bzw. waren (von Nord nach West): Wiefeldick, Aufderbech, Neu-Löhdorf, Siebels, Löhdorf, Aufderhöhe, Nußbaum, Börkhaus und Pohligshof.

## Etymologie
Der Bestandteil Aue kommt in Ortsbezeichnungen vielfach vor, darunter auch in Aue (Solingen). Das Wort Aue bezeichnet eine niedrig gelegene Wiese, meist eine Flusswiese. Auenberg entstand an einer natürlichen Erhebung oberhalb des Börkhauser Bachs.

## Geschichte
Auenberg entstand in der zweiten Hälfte des 19. Jahrhunderts auf einer kleinen Anhöhe oberhalb des Ufers des Börkhauser Bachs. In der Topographischen Karte des Regierungsbezirks Düsseldorf von 1871 ist der Ort nicht verzeichnet. Er erscheint in der Preußischen Neuaufnahme von 1893 als Auenberg benannt sowie in der Karte Stadt- und Landkreis Solingen des Landmessers August Hofacker von 1898 ebenfalls als Auenberg benannt. Auenberg gehörte der Stadt Merscheid an, die 1891 in Ohligs umbenannt wurde.
Die Gemeinde- und Gutbezirksstatistik der Rheinprovinz führt den Ort 1871 mit drei Wohnhäusern und 20 Einwohnern auf. Im Gemeindelexikon für die Provinz Rheinland von 1888 werden vier Wohnhäuser mit 30 Einwohnern angegeben. 1895 besitzt der Ortsteil vier Wohnhäuser mit 24 Einwohnern.
Mit der Städtevereinigung zu Groß-Solingen im Jahre 1929 wurde Auenberg ein Ortsteil Solingens. Das relativ dünn besiedelte Gebiet des heutigen Stadtteils Aufderhöhe wurde ab der zweiten Hälfte des 20. Jahrhunderts eine der bevorzugten Wohnlagen in Solingen. Begünstigt haben diese Entwicklung die ausreichende Verfügbarkeit von geeignetem Bauland, die im Vergleich zu den übrigen Stadtteilen weniger zerklüftete Topographie sowie die Nähe zu der Anschlussstelle Solingen an die Autobahn 3 bei Landwehr. Am Auenberg entstand Anfang der 2000er Jahre eine Wohnsiedlung an der Matthias-Claudius-Straße. An der benachbarten Uhlandstraße befinden sich außerdem ein Altenheim und eine Grundschule mit Sporthalle. Eine dort befindliche Bushaltestelle der Stadtwerke Solingen trägt den Namen Auenberg.